# Sandianes
Sandianes (oficialmente, en gallego, Sandiás) es un municipio del sureste de la provincia de Orense en Galicia (España). Forma parte de la comarca natural de Limia, ocupando en gran parte las tierras de la desecada laguna de Antela. Limita al norte con los municipios de Allariz y Junquera de Ambía, por el sur con el de Ginzo de Limia, por el este con el de Ginzo de Limia y Sarreaus, y por el oeste con Villar de Santos.

## Geografía
Integrado en la comarca de La Limia, se sitúa a 34 kilómetros de la capital provincial. El término municipal está atravesado por la autovía de las Rías Bajas A-52 entre los pK 195 y 202, además de por la carretera nacional N-525, alternativa convencional a la anterior, y por la carretera OU-531 que une Celanova con Ginzo de Limia. 
El relieve del término municipal está caracterizado por la tierra desecada de la antigua laguna de Antela por el este y por las elevaciones que hacen de límite occidental de la comarca de La Limia, que alcanzan los 892 metros en el pico Cantariñas por el oeste. La altitud oscila entre los 892 metros al oeste en el pico Cantariñas y los 615 metros en donde se asentaba la laguna. El pueblo se alza a 632 metros sobre el nivel del mar. 
| Noroeste: Allariz          | Norte: Allariz y Junquera de Ambía | Noreste: Junquera de Ambía |
| Oeste: Villar de Santos    |                                    | Este: Ginzo de Limia       |
| Suroeste: Villar de Santos | Sur: Ginzo de Limia                | Sureste: Ginzo de Limia    |

## Historia
Las primeras señales de población de estas tierras tienen relación con los poblados lacustres de la laguna de Antela, los cuales fueron estudiados por el investigador Conde-Valvís en los años 1950. Conde-Valvís nos habla de los hallazgos de tres poblados palafititos de 58, 56 y 36 habitaciones respectivamente cada uno, conocidas popularmente con el nombre de cortellos, que nos demuestran la gran concentración de habitantes en esta zona. Estos poblados estarían situados en el espacio que va desde Sandiás hasta Cortegada (dos de ellos frente a Zadagós y A Cardeita).
Más tarde, en plena Edad de Hierro, los poblados (castrexos) se asentarían en los montes de Castro, cerca de Sandianes, en el monte Pendón de Santa Mariña, cerca de Piñeira de Arcos, en el Montiño, cerca de Santa Ana, y en la Coroa, cerca de Arcos.
En la romanización atravesaba el municipio la Vía XVIII o Vía Nova, una de las vías romanas de más importancia del noroeste de la península que unía las ciudades de Bracara (Braga) y Asturica (Astorga), las ciudades más populosas del noroeste de Hispania.
Del paso de esta vía quedan los miliarios de Vilariño das Poldras y de Zadagós. El Itinerario de Antonino del siglo III hace mención de la mansión Geminas, parada de postas y hospedaje, que se situaría en el actual Sandiás.
La prueba de la gran romanización de la comarca sería la canalización de la laguna de Antela, a través de un emisario principal y de una tupida red de pequeñas canalizaciones de las que todavía se pueden observar los restos en forma de U en el área recreativa del canal de la laguna de Antela.
De la invasión de los suevos y de los pueblos germánicos solamente nos quedan recuerdos en los topónimos como en el caso de Sandiás, un topónimo derivado de los invasores –viene del germánico Sánd-ila– que significa ‘verdadero’.
Durante la Edad Media son continuas las luchas entre Alfonso VII de Castilla y León y Alfonso I de Portugal por la posesión del condado de Limia. Será seguramente en el contexto de las luchas fronterizas del siglo XII cuando se construya el Castillo de Sandiás sobre el predio del antiguo castro. Este castillo participó en las luchas por la separación de Portugal, en las continuas luchas nobiliarias, y en el levantamiento Irmandiño (siglo XV). Buena parte de su función se refería al control de los viajeros y mercancías de la encrucijada de caminos que era La Limia.
Atravesaba el municipio la Vía de la Plata empleada por los peregrinos del sur de España y los procedentes del Camino Portugués de Chaves y Vila Real.
En la Edad Moderna sufrió, coma toda la zona fronteriza, las consecuencias de las guerras con Portugal, teniendo que soportar las levas forzosas de hombres para la guerra y contribuir al mantenimiento de las tropas en la frontera.
A finales do siglo XVII y sobre todo en el siglo XVIII la hidalguía empieza a construir y a remodelar, la mayoría de los pazos y casa grandes (O Penedo, O Telleiro, O Espido,..). Los hidalgos, junto con el clero, desempeñaron un papel fundamental en la sociedad campesina gallega desde comienzos del siglo XVI hasta el siglo XIX.
En el siglo XVIII, la economía de la zona se basa en la agricultura. Teniendo una gran importancia el cultivo del lino que constituye la base de una importante industria textil artesana, formada por 54 tejedoras y 7 sastres según el Catastro de Ensenada, que les reportaba importantes ingresos a las familias campesinas, no obstante, la introducción de los nuevos tejidos de algodón motivo que esta producción se redujese al autoconsumo.
El señorío de Sandiás tuvo numerosas trasmisiones destacando como posesión del conde de Benavente, avanzadilla de la nobleza castellana en Galicia. Piñeira de Arcos estaba sometida a la jurisdicción del conde de Maceda y Zadagós era jurisdicción del obispo de Valladolid.
En el primer tercio del siglo XX, tuvieron una fuerte implantación en el municipio el agrarismo y las ideas republicanas.
Ya en la dictadura el hecho más sobresaliente fue la desecación de la laguna de Antela a partir de la Ley de 27 de diciembre de 1956, que supuso una de las pocas actuaciones de ordenamiento agrícola del franquismo en Galicia, además de una transformación radical en la fisonomía del territorio y en sus condiciones ambientales.

## Geografía humana

### Demografía
Cuenta con una población de 1113 habitantes (INE 2024).
| Gráfica de evolución demográfica de Sandianes entre 1842 y 2021 |
| |
| Población de derecho según los censos de población del INE Población de hecho según los censos de población del INEEn este censo se denominaba Sondianes: 1842 En estos censos se denominaba Sandianes: 1857, 1860, 1877, 1887, 1897, 1900, 1910, 1920, 1930, 1940, 1950, 1960, 1970 y 1981 |

### Comunicaciones
Las principales vías de comunicación las constituyen la carretera nacional N-525 y la autovía A-52, que atraviesan el municipio en sentido noroeste-sureste.

## Socioeconomía
Es un municipio que se caracteriza por ser esencialmente agrícola, siendo el principal cultivo la patata. En este ayuntamiento se da una clara contraposición entre la parte noroccidental, montañosa, dedicada a la producción forestal, y las restantes, llanas, dedicadas a cultivos agrícolas. Prueba de su orientación hacia cultivos agrícolas es el aprovechamiento del 50% de las tierras de labradío. El ayuntamiento de Sandianes junto con el de Ginzo de Limia, abarca el 88% del total de la superficie comarcal dedicada al cultivo por agricultores a título principal. Sus explotaciones tienen mayor tamaño que las que son habituales en Galicia debido a las grandes parcelas producto del desecamiento de la laguna de Antela y a la concentración parcelaria posterior. El nivel de mecanización es uno de los más altos de Galicia.
En los últimos años destaca su orientación hacia la ganadería intensiva con la construcción de numerosas granjas pertenecientes al grupo empresarial Coren. Es también conocido por la industria extractiva de áridos, ya que la práctica totalidad de las areneras de La Limia se sitúan en este ayuntamiento. Esta arena es muy apreciada para la construcción y surten a toda Galicia y al norte de Portugal.

## Organización territorial
El municipio está formado por dieciocho entidades de población distribuidas en tres parroquias:
- Couso de Limia (Santa María)
- Piñeira[7] (San Juan)[9]
- Sandianes[7]